# Anurâdhapura
Pour les articles homonymes, voir ADP.
Anurâdhapura (en singhalais : අනුරාධපුර ; en tamoul : அனுராதபுரம்) est le chef-lieu du district d'Anuradhapura, dans la Province du Centre-Nord, au Sri Lanka.
Fondée par le roi Devanampiya Tissa, elle était la capitale du Royaume d'Anuradhapura entre le IVe siècle av. J.-C. et le Xe siècle. Centre du bouddhisme theravada pendant de nombreux siècles, c'est l'une des plus anciennes villes au monde habitées de façon continue.
Le site d'Anurâdhapura est inscrit au patrimoine mondial de l'UNESCO depuis 1982.

## Histoire

### Antiquité
Anuradhapura a été fondée au IVe siècle av. J.-C., autour de l'arbre légendaire Sri Mahabodhi, et a été la première capitale du Sri Lanka. Au Ier siècle, la ville était sans doute la neuvième plus grande ville du monde. Pendant plus de 1 300 ans, elle a été un centre politique et religieux majeur. Mais elle n'a finalement pas pu résister à la pression de la dynastie Chola, et est tombé entre leurs mains en 993. Ravagée par les envahisseurs indiens en 1017, la ville perd son statut de capitale et reste isolée dans la jungle pendant plusieurs siècles.

### Époque contemporaine
En décembre 1899, le site en ruine a été visité par Pierre Loti, ce qu'il raconte avec enthousiasme dans son récit de voyage : L'Inde (sans les Anglais).
La ville a servi de base pour les Cingalais contre les Tigres tamouls pendant la guerre civile du Sri Lanka.
Aujourd'hui, cette ville sacrée pour le bouddhisme, dont les monastères environnants couvrent une superficie de plus de 40 km², accueille l'un des plus grands sites archéologiques au monde.

## Religion
Un concile important s'est tenu à Anurâdhapura en l'an 25 av. J.-C. afin d'unifier la foi c'est-à-dire le bouddhisme theravada au Sri Lanka. Les textes sacrés canoniques en pali ont alors été utilisés.

## Économie
La ville possède un aéroport, l'aéroport d'Anurâdhapura (en) (code AITA : ACJ).

## Tourisme
La cité comporte trois ensembles monastiques :
- le Mahavihara, IIIe siècle av. J.-C.
- l'Abhayagirivihara, IIe siècle av. J.-C.
- le Jetanavihara, IIIe siècle apr. J.-C.